# Screamer 2
Screamer 2 – kontynuacja gry komputerowej Screamer (będącej symulatorem samochodu), stworzona przez Milestone i wydana przez firmę Virgin Interactive. Zadaniem gracza jest pokonywanie kolejnych etapów w celu odblokowywania nowych państw, po których mógłby się poruszać. Podobnie jak w Need for Speed II, gracz podróżuje swoim samochodem po różnych drogach (na przykład w Kalifornii lub Skandynawii). Światowa premiera gry nastąpiła 15 listopada 1996 roku. Jej polska wersja ukazała się 5 sierpnia 1997.
W grze ograniczone zostały opcje dostrajające pojazd. Gracz może ustawić hamulce, bieżnik oraz resory.

## Odbiór gry
Jim Varner z serwisu GameSpot przyznał grze ocenę 7/10, doceniając dopracowaną grafikę oraz niezłą sztuczną inteligencję komputerowych przeciwników, skrytykował jednak słaby model jazdy samochodu.